# Beles (Sassenheim)
Beles (luxemburgisch Bielesⓘ, französisch Belvaux) ist eine Ortschaft in der sogenannten Minettsgéigend (Hütten-/Minengebiet) im Südwesten von Luxemburg. Beles ist das Verwaltungszentrum der Gemeinde Sassenheim (lux.: Suessem), zu welcher auch die drei weiteren Ortschaften Ehleringen, Sassenheim und Zolwer gehören. Beles ist mit 7920 Einwohnern (2021, 2009 noch 5716) die zwölftgrößte Ortschaft in Luxemburg und etwa 18 km von der Hauptstadt Luxemburg entfernt.

## Namensbedeutung
Der offizielle Name der Ortschaft wird erstmals 1272 als Belevas bzw. in ähnlicher Schreibweise erwähnt. In weiterer Folge ändert sich die Schreibweise etwas, zum Beispiel Belevaus (1327), Belvais (1351), Beluas (1373), Belvis (1541), Belwiss (1552), Belvois (1561).
Es wird davon ausgegangen, dass der Name ursprünglich aus dem Keltischen (belo) stammt und ‚hell‘, ‚glänzend‘ bedeutet und in Zusammenhang mit einem Gewässer steht.
Wie in Luxemburg üblich, wird im täglichen Gebrauch unter Einheimischen jedoch der luxemburgische Name Bieles verwendet.

## Sonstiges
- Das Symbol von Beles ist die Ziege (lux.: Geess), und besonders im Karneval ist diese auf Plakaten etc. zu sehen und es werden Wortwitze verwendet.
- Die Cyclocross-Weltmeisterschaften 2017 fanden 2017 in Beles statt.

## Söhne und Töchter der Ortschaft
- Niki Bettendorf (1936–2018), Politiker
- Bob Bertemes (* 1993), Kugelstoßer